# Groupe d'Uranius
Le groupe d'Uranius est un massif de trois volcans de la planète Mars situés dans le quadrangle de Tharsis.
Il comprend Uranius Mons, Uranius Tholus et Ceraunius Tholus.

## Géographie et géologie
Situés dans le prolongement des trois volcans de Tharsis Montes en direction de Tempe Fossae, les volcans du groupe d'Uranius sont les plus anciens de la région (tous les trois formés au Noachien), antérieurs même à la formation du renflement de Tharsis : c'est ce qui explique qu'ils soient pour une large part enfouis sous des couches de matériaux volcaniques plus récents.

Carte de la région d'Olympus Mons et de la chaîne de Tharsis Montes. Le groupe d'Uranius se situe en haut à droite de cette carte.

| Volcan           | Type             | Coordonnées         | Altitude  | Âge       |
| ---------------- | ---------------- | ------------------- | --------- | --------- |
| Uranius Tholus   | Tholus           | 26,1° N et 262,3° E | ~ 4 500 m | ≥ 4,04 Ga |
| Ceraunius Tholus | Tholus           | 24,0° N et 262,6° E | ~ 8 250 m | ≥ 3,75 Ga |
| Uranius Mons     | Mons avec patera | 26,0° N et 267,0° E | ~ 6 500 m | ≥ 3,70 Ga |